# Antonio Justiniano Chavarri
Antonio Justiniano Chavarri (Santiago de Guatemala c. 1600s - Santiago de Guatemala 27 de noviembre de 1658) fue un vecino de la ciudad de Santiago de Guatemala y caballero de la orden de Santiago que ejerció el cargo de alcalde mayor de San Salvador desde 1642 a 1647, regidor y alcalde de Santiago de Guatemala.

## Biografía
Antonio Justiniano Chavarri nació en la ciudad de Santiago de Guatemala por la década de 1600s, siendo hijo de Juan Tobías Justiniano Chavarri y de Francisca López de Villanueva; era hermano de Francisco Justiniano Chavarri (caballero de la orden de Santiago que fue alguacil mayor del Consejo de Indias) y sobrino de Antonio María Justiniano Chavarri (uno de los hombres más ricos de la ciudad de Guatemala en la primera mitad del siglo XVII).
Fue regidor de Santiago de Guatemala y al alcalde de la dicha ciudad en 1641 y 1642; luego en 1642 -debido al fallecimiento de Martín Duarte Fernández- fue designado por el presidente-gobernador y capitán general de Guatemala Álvaro de Quiñones y Osorio como alcalde mayor de San Salvador, dicho nombramiento fue aprobado por el rey Felipe IV por real cédula emitida el 25 de enero de 1842.
En 1643 envió un contingente militar para socorrer la ciudad de Trujillo (en la costa atlántica de la gobernación de Honduras), que estaba siendo asediada por piratas; dicho contingente junto con las tropas del gobernador de Honduras Melchor Alfonso Tamayo, lograron expulsar a los piratas y también impidieron otro ataque al siguiente año.
Su período como alcalde mayor terminaría en 1647 (aunque su juicio de residencia dictaría sentencia hasta el año de 1664); se asentaría en la ciudad de Santiago de Guatemala, en donde ejercería de regidor y alcalde esa ciudad en 1649, y en donde (en ese año de 1649) sería agraciado con el hábito de la orden de Santiago. Posteriormente el 12 de junio de 1651 solicitaría un hábito de las órdenes para su primo Nicolás.
Falleció el 27 de noviembre de 1658, dejando testamento, al cual el tribunal de Bienes Difuntos realizó un minucioso inventario de los numerosos bienes que dejó.